# 椋本啓子
椋本 啓子 （むくもと けいこ、1985年10月28日 - ）は、日本の体操選手。長崎県出身。西海学園高等学校、大阪体育大学卒業。大阪体育大学大学院修了。ドリーム体操クラブ出身。山口県体操協会所属。得意種目は平均台。

## 略歴
- 両親がコーチであるため、物心ついたときから体操をしていたのがきっかけで体操を始める。
- 2002年（平成14年）-全日本の種目別平均台で優勝。
- 2003年（平成15年）-世界選手権2次予選で6位になるが、最終選考のNHK杯で棄権。しかしその年の全日本で代表入り。
- その後なかなか結果が出ず引退を考えた時期もあったが、大学進学後に力をつけ、2007年ウクライナ国際で個人総合優勝。NHK杯でも個人総合で3位に入賞し、自身2度目の代表入り。世界選手権では主将を務め、団体の平均台で落下して右太ももを痛めながらもゆかではしっかりと演技をまとめ、北京オリンピックの団体出場権（12位）獲得に貢献。全日本選手権では個人総合で石坂真奈美、上村美揮と同点で2位入賞を果たした。
- 2008年（平成20年）-オリンピック代表2次選考会で痛めた右足首のけがが悪化し、NHK杯を棄権。念願でもあったオリンピック出場の夢は叶わなかった。大会終了後、同大会で2位に入った上村美揮を激励していた。
- 2011年（平成23年）-大阪体育大学大学院を修了後、山口県体操協会に所属し、現在に至る。